# Я̄
Я̄, я̄ (Я с макроном) — буква некоторых неславянских кириллических алфавитов. Макрон в составе буквы обозначает долготу.

## Использование
Я с макроном используется в алфавитах алеутского, эвенкийского, мансийского, нанайского, негидальского, ульчского, кильдинско-саамского, южноселькупского языков.
Может использоваться в ненецком языке (например, в словарях), однако в алфавит не входит.